# Kirche der Entschlafung der Gottesmutter (Himmelsthür)

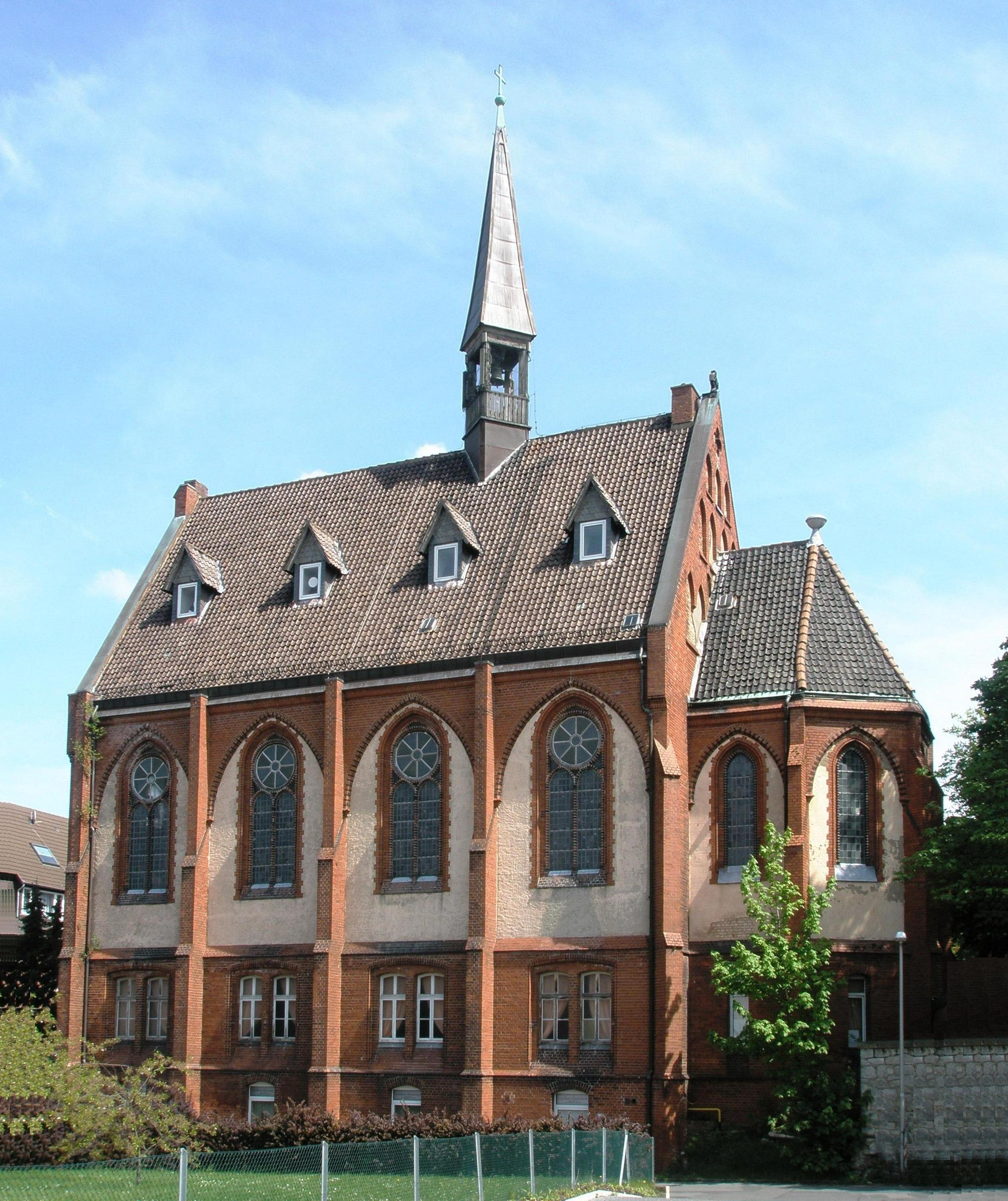
Die Kirche Mariä Himmelfahrt

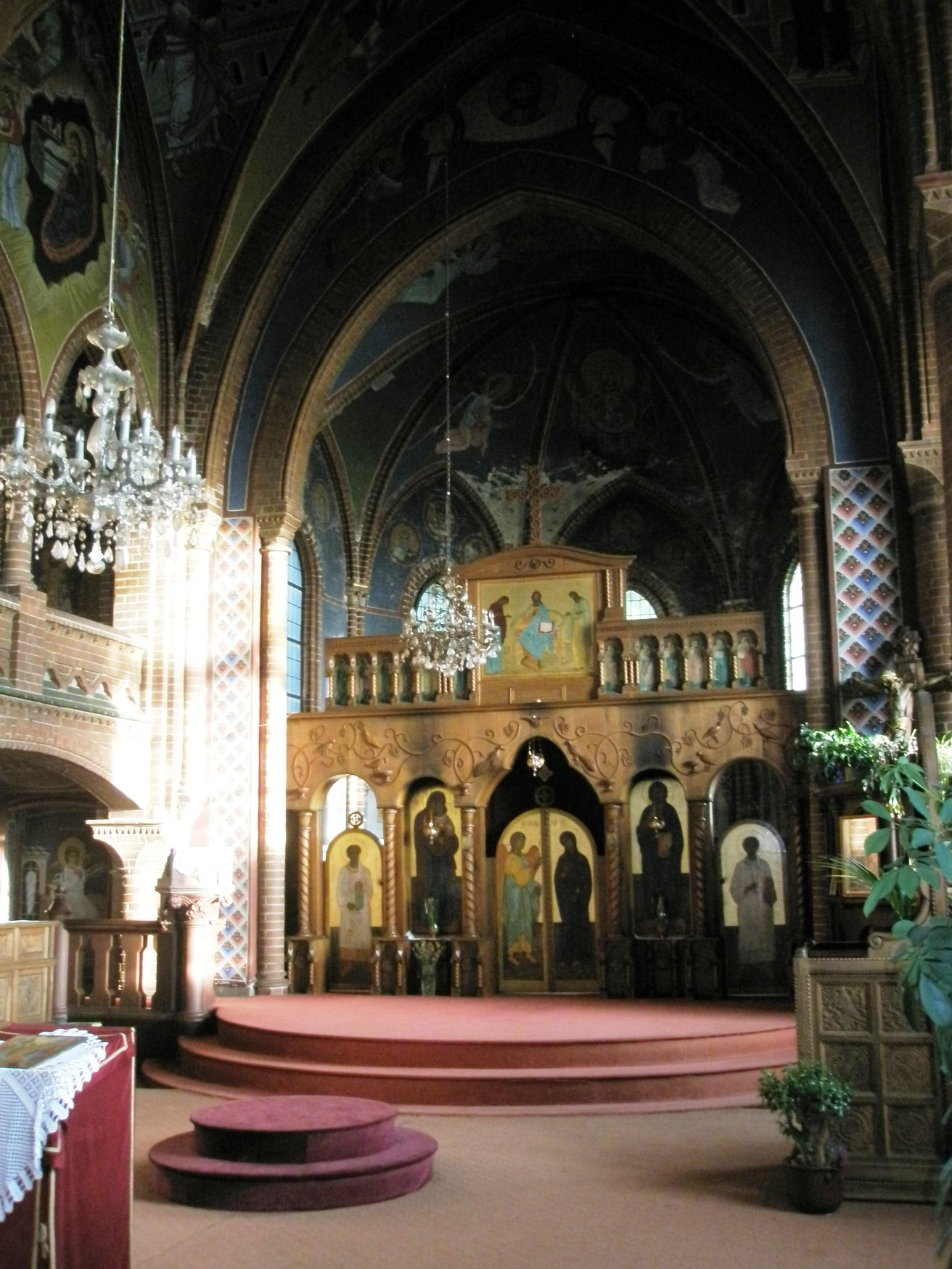
Inneres: Ikonostase, Apsis

Die Kirche Mariä Himmelfahrt  (serbisch Црква Успења Пресвете Богородице) ist eine serbisch-orthodoxe Kirche in Hildesheim-Himmelsthür. Sie war bis 2015 die Bischofskirche der Serbisch-orthodoxen Diözese für Mitteleuropa.

## Geschichte und Architektur
Die Kirche wurde von 1902 bis 1904 nach Plänen von Adelbert Hotzen als Kapelle des von Pastor Bernhard Isermeyer gegründeten evangelischen Frauenheims Himmelsthür erbaut. Sie ist eine neugotische Backstein-Saalkirche mit Dachreiter und eingezogenem, polygonal schließendem Altarraum. Unter dem Kirchenraum befinden sich zwei Untergeschosse, die ursprünglich als Bügel- und Sortierräume der diakonischen Einrichtung dienten.
Mitte der 1970er Jahre zogen die Diakonischen Werke Himmelsthür nach Hildesheim-Sorsum um. Am 9. September 1977 wurde in der alten Anstaltskirche der letzte evangelische Gottesdienst gefeiert.
1978 kaufte die Serbisch-orthodoxe Diözese für Mitteleuropa die Kirche und die angrenzenden Gebäude und richtete darin ihren Bischofssitz mit Kloster und Begegnungszentrum ein. Nach der Umgestaltung für die orthodoxe Liturgie, vor allem der Ausstattung mit Ikonostase und Ikonen, wurde die Kirche 1979 auf den Titel Entschlafung der Allheiligen Gottesgebärerin geweiht. 1992 wurde sie zugleich Pfarrkirche. Mit der Gründung der Diözese Österreich-Schweiz 2010/2011 wurden die Alpenländer aus der Zuständigkeit der bisherigen Diözese Mitteleuropa herausgenommen. Im Jahr 2015 verlor die Kirche ihren Status als Bischofskirche, als der Sitz der Diözese nach Düsseldorf verlegt wurde.